# Europastraße 762
Die Europastraße 762 (kurz: E 762) führt durch die Staaten Bosnien und Herzegowina, Montenegro und Albanien und ist fast 400 Kilometer lang.
Albanien ist erst seit 2006 Mitglied des European Agreement on Main International Traffic Arteries (AGR; Europäisches Übereinkommen über die Hauptstraßen des internationalen Verkehrs) vom 15. November 1975, das die Europastraßen regelt. In der offiziellen Karte der Europastraßen von 2007 fehlen die albanischen Routen noch, endet also nach 232 an der albanisch-montenegrinischen Grenze. Die Strecke innerhalb Albaniens ist aber zumindest teilweise als „E 762“ ausgeschildert, in Kartenwerken als Europastraße verzeichnet und in vielen offiziellen Dokumenten aufgelistet.

## Verlauf
Die Europastraße 762 ist eine Nord-Süd-Strecke im westlichen Balkan. Sie verbindet Sarajevo mit den Hauptstädten von Montenegro und Albanien. Sie ist eine Route am Ostufer der Adria, im südlichen Bereich die einzige Hochleistungsstraße in der Küstenebene.
Die Straße beginnt in der bosnischen Hauptstadt Sarajevo. Vorbei an Foča führt die Strecke weiter bergauf zur montenegrinischen Grenze. Auf der anderen Seite führt die Straße weiter über Nikšić bis zur montenegrinischen Hauptstadt Podgorica. Von dort führt die E 762 weiter über Tuzi zur Grenze nach Albanien bei Han i Hotit. Die E 762 setzt sich dann von dort über Shkodra bis zur albanischen Hauptstadt Tirana fort.
In Bosnien und Herzegowina ist sie als M18, in Montenegro seit 2016 als Magistralni put M3 (bis Podgorica) und als Magistralni put M4 (bis zur albanischen Grenze) (bis 2016 als M18) und in Albanien als SH1 ausgeschildert. Teile der SH1 sind zudem Teil der A1 und zwischen Milot und Thumana zur richtungsgetrennten Autobahn ausgebaut; eine Fortsetzung nach Süden war 2022 im Bau.
Die E 762 kreuzt die Europastraßen E 65 und E 80 in Podgorica und zweigt in Sarajevo von der E 73 ab. Von Shkodra bis Milot benutzt die E 851 die gleiche Route; sie führt von der montenegrinischen Küste in die kosovarische Hauptstadt Pristina. Die Fortsetzung der E 762 nach Süden ist die E 852, die von Tirana nach Ohrid in Nordmazedonien führt.